# Simon Takojew
Simon Alijewicz Takojew (ros. Си́мон Али́евич Тако́ев, ur. 27 maja 1876 we wsi Christianowskoje w obwodzie terskim, zm. w październiku 1938) – osetyjski rewolucjonista, radziecki polityk.

## Życiorys
W 1902 wstąpił do SDPRR, po rozłamie w partii związał się z mienszewikami, 1917 wstąpił do partii "Kermen", w lutym 1918 został członkiem Terskiej Rady Ludowej. Od marca 1918 był zastępcą przewodniczącego Terskiej Rady Ludowej, od sierpnia 1918 członkiem Rady Wojskowo-Rewolucyjnej Osetyjskiego Komitetu Okręgowego Partii "Kermen", a od grudnia 1918 członkiem Terskiej Obwodowej Komisji Mobilizacyjnej Rady Obrony Północnego Kaukazu i jednocześnie członkiem RKP(b). Od stycznia 1919 dowodził wojskami lewej flanki Armii Czerwonej Terskiej Republiki Ludowej, potem do marca 1919 prowadził działalność podziemną w Gruzji, w marcu 1919 został przewodniczącym Górskiej Sekcji Kaukaskiego Krajowego Komitetu RKP(b), a od marca do lipca 1920 zastępcą przewodniczącego Władykaukaskiego Komitetu Rewolucyjnego. Jednocześnie w kwietniu-maju 1920 był zastępcą przewodniczącego Osetyjskiego Okręgowego Komitetu Rewolucyjnego, od maja do lipca 1920 zastępcą przewodniczącego Władykaukaskiego Okręgowego Komitetu Rewolucyjnego, w lipcu-sierpniu 1920 przewodniczącym Terskiego Komitetu Obwodowego RKP(b), a w sierpniu 1920 zastępcą przewodniczącego Komitetu Wykonawczego Terskiej Rady Obwodowej.
14 sierpnia 1920 został aresztowany, 17 listopada 1920 zwolniony, od lutego do kwietnia 1921 był przewodniczącym Komitetu Wykonawczego Terskiej Rady Obwodowej, od 25 kwietnia 1921 do lutego 1922 przewodniczącym Rady Komisarzy Ludowych Górskiej ASRR i jednocześnie od kwietnia 1921 do lutego 1922 przewodniczącym Narady Ekonomicznej Górskiej ASRR. W lutym 1921 został członkiem Komitetu Wykonawczego Rady Miejskiej Tbilisi, potem do czerwca 1922 był sekretarzem odpowiedzialnym Adżarskiego Komitetu Obwodowego Komunistycznej Partii (bolszewików) Gruzji, od czerwca 1922 do marca 1924 kierownikiem Wydziału Agitacyjno-Propagandowego Zakaukaskiego Komitetu Krajowego RKP(b), jednocześnie od sierpnia 1923 do marca 1924 rektorem Zakaukaskiego Uniwersytetu Komunistycznego, a od kwietnia do sierpnia 1924 członkiem Górskiego Komitetu Obwodowego RKP(b). Od lipca do października 1924 był zastępcą przewodniczącego Północnoosetyjskiego Obwodowego Komitetu Rewolucyjnego, od 29 października 1924 do 15 stycznia 1927 sekretarzem odpowiedzialnym Północnoosetyjskiego Komitetu Obwodowego RKP(b)/WKP(b), a od marca 1927 do października 1929 członkiem Prezydium Państwowej Komisji Planowej przy Radzie Ekonomicznej RFSRR. Od października 1929 do czerwca 1930 był zastępcą przewodniczącego Głównego Zarządu Oświaty Politycznej przy Ludowym Komisariacie Oświaty RFSRR i jednocześnie kierownikiem Głównego Zarządu Kształcenia Zawodowego Ludowego Komisariatu Oświaty RFSRR, 1929-1930 pracownikiem naukowym i wykładowcą Komunistycznego Uniwersytetu Pracujących Wschodu, a od czerwca 1930 do lipca 1937 zastępcą kierownika Wydziału Narodowości WCIK.
W lipcu 1937 został aresztowany, zmarł w więzieniu.